# خشب منشور

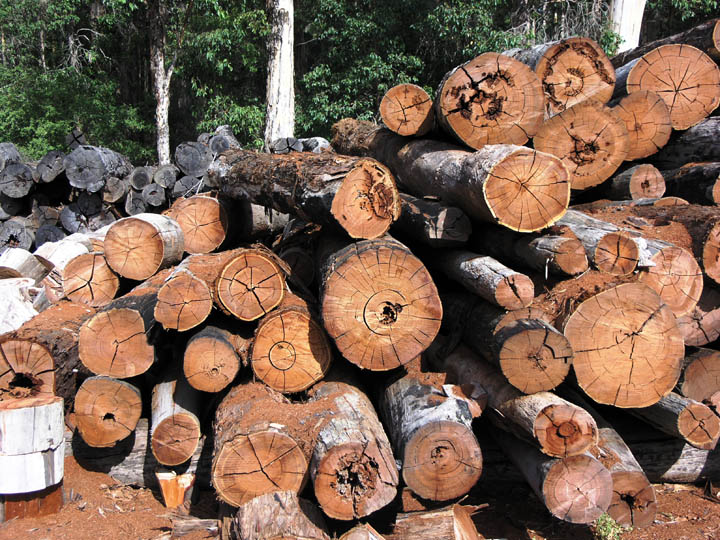
أخشاب في المخزن لتجهيزها في وقتٍ لاحق بالمنشار.

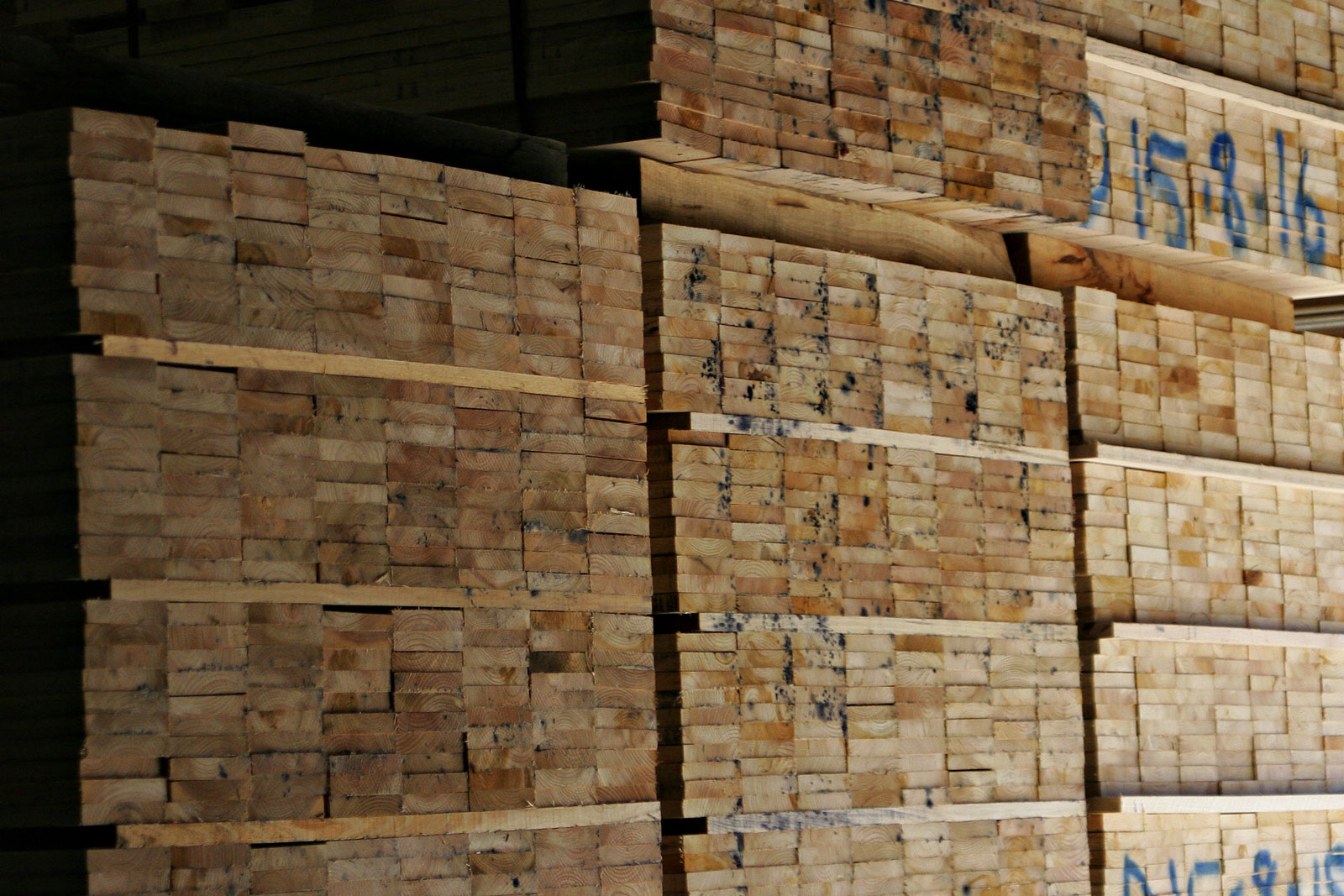
الفيكتوري قِطَع خشب من أوكالبتوس رغنانس (Eucalyptus regnans)

الخشب المنشور (Lumber) (المعروف أيضًا باسم الخشب (timber) هو خشب في أي من مراحله من قطع أشجار الغابات إلى الإستعداد للإستخدام كمواد بناء في الإنشاءات، أو لب الخشب لإنتاج الورق. الخشب المنشور هو خشب تمت معالجته إلى أحجام موحدة ومفيدة، بما في ذلك الحزم والألواح، يستخدم الخشب بشكل أساسي في تأطير البناء والتشطيب، للأخشاب استخدامات عديدة بجانب بناء المنزل.
ويتوفر الخشب المنشور إما خشب خام أو مُصنَّع، بالإضافة إلى لب الخشب، فهناك الخشب الخام وهو المادة الخام التي تُستَخدم لصناعة الأثاث - وصناعة الأشياء الأخرى التي تتطلب تقطيع وتشكيل إضافيين، وهو يتوافر في أنواعٍ كثيرة، عادةً الأخشاب الصلبة.[بحاجة لمصدر] الخشب المُصنَّع ويتوافر في أحجامٍ قياسية، لصناعة البناء والتشييد غالبًا، والخشب اللين في الأصل من الأنواع الصنوبرية بما في ذلك الصنوبر، وتنوب الصنوبر والنبات الراتينجي التي (تُعرف إجمالاً باسم تنوب الصنوبر الراتينجي (Spruce-pine-fir))، وشجرة الأرز، ونبات الشوكران، ولكن تستخدم بعض أنواع الخشب الصلب أيضًا في الأرضيات عالية الجودة.

## مصطلحات
في المملكة المتحدة ودول رابطة الشعوب البريطانية (الكومنولث) الأخرى مثل: أستراليا ونيوزيلندا، كلمة الخشب تُستَخدم مُرَادِفًا لمنتجات الأخشاب المنشورة مثل ألواح الأرضية، بينما يشير بصفةٍ عامة في الولايات المتحدة وكندا إلى قطع الأشجار، ويُشار إلى لوحات الخشب المقطوعة فيما بعد باسم الخشب المنشور. "Timber" وتُستخدم هنا لوصف الخشب المنشور الذي لا يقل عن 5 بوصات (127 مم) في أقل أبعاده. وفي كثيرٍ من الأحيان، يُعتَبَر الخشب المنتهي جزئيًا المُستخدَم في عمل الإطار-الخشبي مثالاً على النوع الأخير.
في المملكة المتحدة، تحتمل كلمة خشب منشور (lumber) العديد من المعاني الأخرى، بما في ذلك المصطلحات غير المُستخدَمة وغير المطلوبة.

## الخشب البعدي

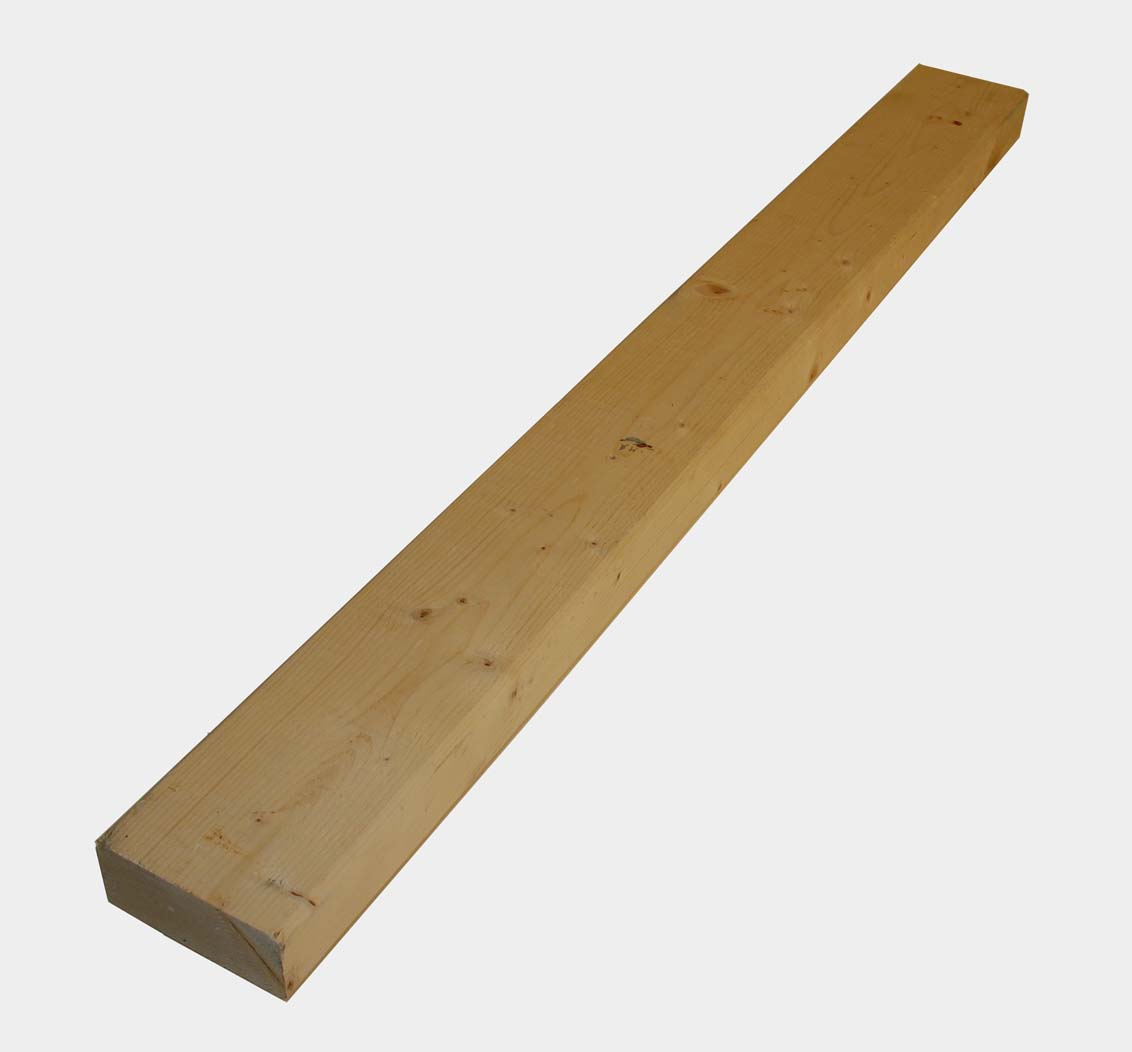
مثال على 2×6.

الخشب البعدي (Dimensional lumber) يشير إلى الخشب المنتهي/المُستَوي والمُقَطَّع إلى عرضٍ وعمقٍ محددين ببوصات محددةٍ، ومن الأمثلة على الأحجام الشائعة 2×4 (أيضًا اثنين-في-أربعة ومتغيرات أخرى، مثل: أربعة-في-اثنين في المملكة المتحدة، أستراليا، نيوزيلندا)، و2×6 (مصوَرة)، و4×4. ويتحدد عادةً طول اللوح منفصلاً عن العرض والعمق، وبذلك فمن المحتمل إيجاد 2×4 مضاعفة وهي أربع، أو ثماني، أو اثنتي عشر قدمًا في الطول. في الأمم المتحدة وكندا، الأطوال القياسية للخشب هي 6، و8، و10، و12، و،14 و16، و18، و20، و22، و24 قدمًا. وتتوفر أحجام «أخشاب الدعم القائم»، أو «قبل القطع»، وهي شائعة الاستخدام في عمل إطارٍ للجدار. وتتوفر أخشاب الدعم القائم في أحجام 92 5/8 بوصة، 104 5/8 بوصة، و116 5/8 بوصة لارتفاع السقف ثماني، أو تسع، أو عشر أقدام. (يجب مراعاة تحديد الطول المطلوب بالضبط؛ لأن مصطلح «أخشاب الدعم القائم (stud)» تُستخدم بشكلٍ غير متسق عند الإشارة إلى الطول.)
| الاسمي (بوصة) | فعلي                                   | الاسمي (بوصة) | فعلي                                   | الاسمي (بوصة) | الفعلي                                  |
| ------------- | -------------------------------------- | ------------- | -------------------------------------- | ------------- | --------------------------------------- |
| 1 × 2         | 3⁄4 بوصة × 1⁄2 بوصة (19 مم × 38 مم)    | 2 × 2         | 1⁄2 بوصة × 1⁄2 بوصة (38 مم × 38 مم)    | 4 × 4         | 31⁄2 بوصة × 31⁄2 بوصة (89 مم × 89 مم)   |
| 1 × 3         | 3⁄4 بوصة × 21⁄2 بوصة (19 مم × 64 مم)   | 2 × 3         | 1⁄2 بوصة × 21⁄2 بوصة (38 مم × 64 مم)   | 4 × 6         | 31⁄2 بوصة × 51⁄2 بوصة (89 مم × 140 مم)  |
| 1 × 4         | 3⁄4 بوصة × 31⁄2 بوصة (19 مم × 89 مم)   | 2 × 4         | 1⁄2 بوصة × 31⁄2 بوصة (38 مم × 89 مم)   | 6 × 6         | 51⁄2 بوصة × 51⁄2 بوصة (140 مم × 140 مم) |
| 1 × 6         | 3⁄4 بوصة × 51⁄2 بوصة (19 مم × 140 مم)  | 2 × 6         | 1⁄2 بوصة × 51⁄2 بوصة (38 مم × 140 مم)  | 8 × 8         | 71⁄4 بوصة × 71⁄4 بوصة (184 مم × 184 مم) |
| 1 × 8         | 3⁄4 بوصة × 71⁄4 بوصة (19 مم × 184 مم)  | 2 × 8         | 1⁄2 بوصة × 71⁄4 بوصة (38 مم × 184 مم)  |               |                                         |
| 1 × 10        | 3⁄4 بوصة × 91⁄4 بوصة (19 مم × 235 مم)  | 2 × 10        | 1⁄2 بوصة × 91⁄4 بوصة (38 مم × 235 مم)  |               |                                         |
| 1 × 12        | 3⁄4 بوصة × 111⁄4 بوصة (19 مم × 286 مم) | 2 × 12        | 1⁄2 بوصة × 111⁄4 بوصة (38 مم × 286 مم) |               |                                         |

يتوفر الخشب المنشور البُعدي عادةً بأطوالٍ تصل فقط إلى 24 قدمًا. تقدم المنتجات الخشبية الهندسية، المُصَنَّعة عن طريق ربط الخيوط أو الجسيمات أو الألياف أو الطبقة الخارجية للخشب معًا مع المواد اللاصقة لتشكيل مواد مركبة، أكثر مرونة وقوة بنائية أكبر من مواد الخشب البنائية المعتادة.
يوفر القطع-المسبق للأعمدة الكثير من الوقت حيث إنه قد تم قطعها قبل ذلك عن طريق المُصَنِع لكي تُستَخدَم في تطبيقات السقف التي يبلغ ارتفاعها 8 أقدام، 9 أقدام & 10 أقدام، مما يعني أنهم أزالوا بعض البوصات من القطعة كي يسمحوا بإقامة لوحة العتبة واللوح العلوي المزدوج دون الحاجة إلى زيادة الحجم.
في الأمريكتين، تُعتَبر أحجام الخشب بمضاعفات الرقم اثنين (2×4s و 2×6s و 2×8s و 2×10s و 2×12s) بالإضافة إلى الحجم 4×4 هي الأحجام الأكثر شيوعًا للخشب المنشور، والتي تُستَخدم في الإنشاءات الحديثة. فهي تعد القطعة البنائية الرئيسية لبناء تلك الهياكل الشائعة مثل: الإطار-البالوني أو غطاء-الإطار المسطح في المساكن. تستخدم الأخشاب المنشورة ذات الأبعاد، المصنوعة من الخشب اللين عادةً في البناء، في الوقت الذي تعد فيه الألواح الخشبية الصلبة هي الأكثر شيوعًا لبناء الخزانات أو الأثاث.
تُعطَىالأبعاد الاسمية من حيث الأبعاد الخضراء (غير جاف)، والخام (غير مكتمل). يصبح الجزء المنتهي أصغر، وذلك نتيجةٍ للتجفيف (الذي يؤدي إلى تَقَلُص حجم الخشب)، والتخطيط لصَقل الخشب. مع ذلك، فإن الاختلاف بين حجم الخشب «الاسمي» و«المنتهى» قد يتنوع. لذلك، حُدِدَت معايير متنوعة الاختلاف بين الحجم الاسمي للخشب المنشور والحجم النهائي له.
طالبت المعايير الأولية أن يكون الخشب المنشور الأخضر الخام ذو أبعادٍ اسمية كاملة عندما يجف. ومع ذلك، فقد تناقصت الأبعاد مع مرور الوقت. في عام 1910، أصبح اللوح المكتمل1-بوصة- (25 مـم) النموذجي 13⁄16 بوصة (21 مـم). في عام 1928، قَلَّ هذا بنسبة 4% وقَلَّت مرة أخرى بنسبة 4% في عام 1956. وفي عام 1961، خلال اجتماع في سكوتسديل (Scottsdale) بولاية أريزونا، وافقت لجنة تبسيط وتوحيد الدرجة (Committee on Grade Simplification and Standardization) على ما هو الآن معيار الولايات المتحدة الحالي: جزئيًا، يُثَبَتْ اللوح المُغَطى (ذو القيمة الاسمية) الذي يبلغ حجمه 1 عند 3⁄4 بوصة؛ بينما قَلّ حجم الخشب المنشور المُغَطى (ذو القيمة الاسمية)، والذي يبلغ حجمه 2 من 15⁄8 بوصة إلى 11⁄2 بوصة.

### الدرجات والمعايير
تُظهِر القطع الفردية للخشب المنشور مستوى فائق من الجودة والمظهر فيما يتعلق بالعُقدة وميل السطح واهتزازه وخصائصه الطبيعية الأخرى. وعلى ذلك، فإنها تختلف اختلافًا كبيرًا من حيث القوة والفائدة والقيمة.
بدأت الحركة تجاه وضع معايير وطنية للخشب المنشور في الولايات المتحدة مع نَشر معيار الخشب الأمريكي (American Lumber Standard) في عام 1924، والذي حدد مواصفات محتوى أبعاد الخشب المنشور ودرجاته ورطوبته؛ كما طورت برامج الفحص والاعتماد. تغيرت هذه المعايير على مدار السنين لتلبية الاحتياجات المتغيرة للمُصَنِّعين والمُوَزِّعين، وذلك بهدف الحفاظ على تنافسية الخشب مع منتجات البناء الأخرى. وضعت لجنة معايير الخشب المنشور الأمريكي (American Lumber Standard Committee) المعايير الحالية برئاسة وزير التجارة (Secretary of Commerce).
تحددت قيم التصميم لمعظم الأنواع والدرجات للمنتجات البنائية المتدرجة بصريًا وفقًا لمعايير المجتمع الأمريكي للاختبار والمواد (ASTM)، والتي تهتم بتأثير خصائص تقليل القوة ومُدّة الحِمل والأمان وعوامل أخرى مؤثرة. تقوم المعايير الملائمة على نتائج الاختبار التي تُجْرى بالتعاون مع مختبر منتجات الغابة لوزارة الزراعة التابعة للأمم المتحدة (USDA). إن قيم التصميم لبناء الخشب، والذي يعد تكملة لـ ANSI/AF&PA National Design Specification® (مواصفات التصميم الوطني) لتصنيع الأخشاب يوفر قيم تصميم الخشب المنشور، والتي تعترف بها قوانين البناء النموذجي.
يمكن العثور على موجز لقيم التصميم الستة المنشورة - بما في ذلك الانحناء (Fb)، والقص بالتوازي للسطح (Fv)، والضغط عموديًا على السطح (Fc-perp)، والضغط بموازاة السطح (Fc)، والشِدّة بموازاة السطح (Ft)، ومُعَامِل المرونة (E and Emin) - في الخصائص التركيبية والأداء التي نشرتها المصنوعات الخشبية (WoodWorks).
إن لكندا قواعد للدرجات، والتي تحافظ على معيارٍ بين الأخشاب المماثلة لتصنيع الطواحين لضمان حصول العملاء على جودةٍ موحدة. تَقيس الدرجات جودة الخشب المنشور عند مستويات مختلفة وتقوم على محتوى الرطوبة والحجم والتصنيع في وقت القياس والشحن والتفريغ من قِبَل المُشتَري. إن هيئة درجات الخشب الوطنية (NLGA) مسؤولة عن كِتابة، وشَرح والحفاظ على قواعد درجات الخشب الكندية ومعاييرها. يراقب مجلس اعتماد معايير الخشب الكندي (CLSAB) جودة نظام قياس الخشب المنشور الكندي وتعريفه.
قامت بعض التغيرات التاريخية في موارد أخشاب الولايات المتحدة بتَحَدي محاولات الحفاظ على جودة الخشب على مدار الوقت - بدايةً من النمو-البطيء الغابات الأولية (virgin forest) على مدار القرن الماضي إلى النمو-السريع مزارع والتي هي أمر شائع اليوم في الغابات التجارية. أدى الانخفاض الناتج في جودة الخشب المنشور إلى إثارة القلق بالنسبة لصُناع الخشب ولمُستَهلكيه، وسَبّب زيادة استخدام منتجات البناء البديلة
تُتاح آلة تصنيف شِدة الخشب المنشور وآلة تقييمه بسهولة للاستخدامات النهائية حيث تُعَد القوة العالية أمرًا بالغ الأهمية، مثل: العوارض الخشبية، وتقسيم المخزون، والعوارض الطولية، ونسيج من العُقد. تقيس آلة الدرجات سِمةً مثل التَصلُّب أوالكثافة التي ترتبط بالخصائص البنائية المثيرة للاهتمام، مثل قوة الانحناء. والنتيجة هي فهم أدق لقوة كل قطعة من الخشب المنشور أكثر مما هو ممكن مع الخشب المتدرج بصريًا، والتي تسمح للمُصممين باستخدام قوة تصميم كاملة وتَجنُّب الإفراط في البناء.
في أوروبا، تُصَنَف قوة التدريج للخشب اللين المنشور وفقًا لمنشور EN-14081-1/2/3/4 وتُقَسَم إلى 9 أقسام؛ من أجل زيادة القوة، وهي: وC14، وC16، وC18، وС22، وС24، وС27، وС30، وС35 وС40
- تستخدم C14 للسقالة (Scaffolding) أو الصب (Formwork)
- C24 البناء العام
- C30 دعامات جاهزة حيث يتطلب التصميم عوارضا (joists) أقوى إلى حدٍ ما من C24
- تُرى C40 عادةً في جلولام (Glulam)

### الأخشاب الصلبة
في أمريكا الشمالية، يختلف حجم الخشب المنشور ذي الأبعاد المصنوعة من الأخشاب الصلبة عن تلك المصنوعة من الأخشاب اللينة. تتوافر الألواح عادةً بأعراضٍ وأطوالٍ عشوائية بسمكٍ محدد، ويبيعها المجلس السفلي (144 بوصة مكعبة أو 2,360 سنتيمتر مكعب، 1⁄12 لـ 1 قدم مكعب أو 0.028 متر مكعب. لكن، هذا لا يُطبّق في جميع الدول؛ فعلى سبيل المثال، تُباع الكثير من الألواح للمساحات الخشبية في حِزَمٍ مع ملف مُشترك (الأبعاد)، لكن ليس من الضرورة أن يحتوي على ألواحٍ من نفس الطول.
| القيمة الاسمية   | مسطح[jargon] اتجاه واحد (S1S) | مسطح ذو اتجاهين (S2S) |
| ---------------- | ----------------------------- | --------------------- |
| 1⁄2 في           | 3⁄8 بوصة (9.5 مـم)            | 5⁄16 بوصة (7.9 مـم)   |
| 5⁄8 في           | 1⁄2 بوصة (13 مـم)             | 7⁄16 بوصة (11 مـم)    |
| 3⁄4 في           | 5⁄8 بوصة (16 مـم)             | 9⁄16 بوصة (14 مـم)    |
| 1 في أو 4⁄4 في   | 7⁄8 بوصة (22 مـم)             | 13⁄16 بوصة (21 مـم)   |
| 1⁄4 في أو 5⁄4 في | 1 ⁄8 بوصة (29 مـم)            | 1 ⁄16 بوصة (27 مـم)   |
| 1⁄2 في أو 6⁄4 في | 1 3⁄8 بوصة (35 مـم)           | 1 5⁄16 بوصة (33 مـم)  |
| 2 في أو 8⁄4 في   | 1 13⁄16 بوصة (46 مـم)         | 1 3⁄4 بوصة (44 مـم)   |
| 3 في أو 12⁄4 في  | 2 13⁄16 بوصة (71 مـم)         | 2 3⁄4 بوصة (70 مـم)   |
| 4 في أو 16⁄4 في  | 3 13⁄16 بوصة (97 مـم)         | 3 ⁄4 بوصة (95 مـم)    |

في أمريكا الشمالية أيضًا، يُباع الخشب الصلب عادةً بنظام «رباعي» عند الإشارة للسُمك. تُشير 4/4 (أربعة أرباع) إلى لوح 1-بوصة-thick (25 مـم)، تُشير 8/4 (ثمانية أرباع) إلى لوح 2-بوصة-thick (51 مـم)، وما إلى ذلك. لا يُستخدم هذا النظام عادةً للخشب اللين، مع أن سطح الخشب اللين في بعض الأوقات يُباع ك 5/4 (في الواقع يبلغ بوصة واحدة في السُمك).
تُقَطَّع الأخشاب الصلبة للأثاث في الخريف والشتاء، بعد توقف جريان سائل النسغ في الأشجار. إذا قُطِعَتْ الأخشاب الصلبة في الربيع والصيف، فسَيُدمِر جريان السائل اللون الطبيعي للأخشاب ويُقَلّل من قيمة الأخشاب فيما يتعلق بالأثاث.

### الأخشاب المُصنعة
الأخشاب المُصنعة (Engineered lumber) تُعد أخشاب صَنَّعتها الشركة وصُمِّمَت لأغراضٍ بنائية محددة. الأنواع الرئيسية للأخشاب المُصنعة هي:
1. يأتي الخشب الرقائقي القشرة (LVL) - بسُمك 13⁄4 بوصة وأعماق مثل: 91⁄2، أو 117⁄8، أو 14، أو 16، أو 18، أو 24 بوصة، وغالبًا ما تُضاعَف مرتين أو ثلاث مرات. تعمل كعوارِض لتوفير الدعم على امتداداتٍ كبيرة، مثل إزالة جدران الدعم وفتحات باب المرآب، في الأماكن التي يُعَد فيها الخشب ذو الأبعاد غير كافٍ، وأيضًا في المساحات حيث يُرفَع حملٌ ثقيل من أرضٍ، أو جدارٍ، أو سقفٍ أعلاه امتداد قصير إلى حدٍ ما حيث يصبح الخشب ذي الأبعاد غير عملي. لا يُمكن تعديل هذا النوع من الخشب باستخدام الثقوب أو الشقوق في أي مكان سواء داخل الامتداد أو في النهايات، وذلك لأنه يُحافظ على سلامة العارِضة، لكن يمكن استخدام المسامير حيثما كان ضروريًا لتثبيت العارضة أو إضافة العَلَّاقات للعوارض أو العوارض الخشبية ذات الأبعاد التي تتوقف عند عوارض الخشب الرقائقي القشرة.
2. عوارض الخشب يُطلق عليها أحيانًا (TJI)، أو عوارض ترَس (Trus)، أو (BCI)، وتعتبر كلها علاماتٍ تجارية للعوارض الخشبية، حيث تُستخدم للعوارض الأرضية للطوابق العُليا وكذلك في البناء التقليدي لقوائم الطابق الأول بدلاً من بناء بلاط الطابق. ولقد صُممت لفتراتٍ طويلة وتُضَاعَف في الأماكن التي سوف يوجد بها جدار موازي لهم، وفي بعض الأوقات تُضَاعَف ثلاث مرات عندما تُوضَع جدران داعمة للسقف وثقيلة فوقها. وهي تتألف من شِفّة عُلوية وسُفلية، مصنوعة من الخشب ذي الأبعاد مع نسيج متوسط مصنوع من ألواح خشب من الجدائل المُنسقة (OSB). يُمكن إزالة النسيج حتى أحجام/أشكال مُحددة وفقًا لمواصفات المُصَنِّع أو المهندس، ولكن بالنسبة إلى الثقوب الصغيرة، تأتي عوارض الخشب مع «الطرق»، والتي هي مثقوبة، وفي المناطق قبل القطع حيثُ يُمكن صُنع الثقوب بسهولة، عادةً دون موافقة المُهندس. عند الحاجة إلى ثقوبٍ كبيرة، يمكن صُنعها فقط في النسيج وتُصنع فقط في النصف الثالث من الامتداد؛ ولا يمكن قطع الأجزاء العُليا والسُفلى. يجب أن يوافق المهندس على أحجام الثقوب وشكلها وفي بعض الأوقات على مكان الثُقب نفسه قبل قطع الثقوب وفي مساحاتٍ كثيرة، كما يجب أن تُقدم ورقة الحسابات التي يصنعها المهندس لهيئة فحص المباني قبل الموافقة على الثقوب. تُصنع بعض العوارض في شكل النسيج-W كدعامة للتخلص من القطع والسماح للهواء بالمرور.
3. أطوالالخشب الذي يُشبه-الإصبع (Finger-Jointed Lumber) - الخشب الصلب ذو الأبعاد تكون عادةً بين 22 إلى 24 قدمًا، لكن يُمكن إطالتها بواسطة تقنية «ربط الإصبع» الخشبية باستخدام قطع صلبة صغيرة، وعادةً يتغير طولها من 18 إلى 24 بوصة، وتُربَط معًا باستخدام ربط الإصبع والغراء لإنتاج أطوال قد تصل إلى 36 قدمًا بحجم 2×6. كان ربط-الإصبع سائدًا قبل قطع أعمدة الجدار أيضًا. كما أنه يُعد أيضًا بديلاً مُتاحًا للخشب الصلب غير البنائي والذي سوف يُطْلَى (سيجعل تلطيخ الخشب الذي يُشبه-الإصبع مرئيًا). يجب توخي الحذر عند البناء لتجنب دَق المسامير مباشرةً على الغراء قبل جفافه حيث قد يؤدي إلى كسر العَمود.
4. عوارض جلولام – مصنوع من جذوع بطول 2×4 أو 2×6 من خلال لصق الأسطح معًا لعمل عوارض مثل 4×12 أو 6×16. من خلال لصق العديد من قطع الخشب المنشور شائعة الحجم، يتم عمل قطعة كبيرة من الخشب المنشور - وعلى هذا فلا حاجة إلى قطع الأشجار الأقدم والأكبر لعمل عارضة بالحجم نفسه.
5. الدعامات المُصنَّعة - تُستَخدم الدعامة في بناء المنازل كبديلٍ جاهز لدعامات السقف وعوارض السقف (تأطير العُصي). يبدو كطريقةٍ أسهل للتركيب وحلٍ أفضل لدعم الأسطح بدلاً من استخدام دعامات الخشب ذي الأبعاد وروافده كمُقوِّ. في جنوب الولايات المتحدة الأمريكية وأجزاء أخرى، ما زال تأطير العُصي مع دعم السطح الخشبي ذي الأبعاد سائدًا. تُعد العوائق الرئيسية التي تواجه العوارض هي خفض مساحة عُليِّة البيت، وتوفير الوقت المطلوب للتصميم والطلب، ومن الممكن أن تكون التكلفة أعلى من الخشب ذي الأبعاد اللازم إذا كان نفس المشروع مُصممًا بالشكل التقليدي. ويمثل خفض تكاليف العِمالة أهم مزايا هذا المشروع بشكلٍ كبير (إن التركيب أسرع من التأطير التقليدي)، فضلاً عن، الاتِّساق، إجمالي الوفورات الجدولية.

## أكوام الخشب
يُعد المصدر الرئيسي لقطع الأكوام في الولايات المتحدة هو أشجار الصنوبر الأصفر الجنوبي (الصنوبر الأصفر الجنوبي (SYP)) وخشب التنوب (خشب التنوب (DF)). تتوافر المُعالجة الأكوام في CCA مقابل 60، و80، و2.50 pcf (جنيهًا لكل قدم مكعب) إذا أصبحت المعالجة مطلوبة.

## عيوب الأخشاب
تتجمع العيوب التي تحدث في الأخشاب في الخمسة أقسامٍ: التالية:

### التحويل
ربما تحدث العيوب الآتية أثناء عملية تحويل الخشب إلى شكلٍ تجاري:
1. علامة الفلقة: يُستَدل على هذا العيب من خلال العلامات أو الدلائل التي تضعها الفلقات على السطح النهائي للخشب
2. السطح المائل: النشر غير الملائم للخشب
3. السطح المُمزق: عندما يُصنع تجويف على السطح النهائي بسبب قلة استخدام بعض الأدوات
4. التضاؤل: وجود سطح أصلي دائري في المنتَج النهائي

### العيوب ناتجة عن فطريات
تُهاجم الفطريات الخشب عندما تتواجد كل هذه الظروف:
1. عندما يكون مُجمل رطوبة الأخشاب أعلى من 25% على أساس الوزن الجاف
2. وتكون البيئة دافئة بدرجةٍ كافية
3. عندما يوجد هواء

يُمكن للخشب ذي الرطوبة أقل من 25% (صافي الوزن الجاف) أن يظل بدون تلف لعدة قرون. بالمثل، قد يَسلم الخشب المغمور في الماء من مهاجمة الفطريات إذا كانت كمية الأكسجين غير كافية.
عيوب الأخشاب الناتجة عن الفطريات:
1. الصبغة الزرقاء
2. تسوس بني اللون
3. التسوس الجاف
4. تسوس جوفي
5. صبغة العصارة
6. تسوس رطب
7. تسوس أبيض

### الحشرات
تُعتبر الحشرات الآتية هي الحشرات المسؤولة عادةً عن تلف الأخشاب:
1. الخنافس
2. الحفارات البحرية (الرخويات البحرية الحفارة (Barnea similis))
3. النمل الأبيض
4. النمل الحفار

### القوى الطبيعية
هناك قوتان طبيعيتان أساسيتان تُسبب حدوث عيوب في الأخشاب وهما:النمو غير الطبيعي وتمزُّق الأنسجة النباتية.

### الموسمية
تُعد العيوب الناتجة عن اختلاف المواسم هي السبب الأول للتفلقات والتصدعات.

## الاستمرارية والخدمة الحياتية
في ظل ظروف ملائمة، يوفِّر الخشب أداءً ممتازًا دائمًا. مع ذلك، فإنه يواجه أيضًا العديد من التهديدات المحتملة للخدمة الحياتيّة، ويتضمن ذلك النشاط الفطري والضرر الذي تسببه الحشرات—والذي يمكن تجنُّبه بعدة طرق. يَنُص قسم 2304.11 من قانون البناء الدولي (IBC) على الحماية ضد التلف والنمل الأبيض. يوفر هذا القسم المتطلبات اللازمة لتطبيقات البناء غير السكنية، مثل الخشب المُستخدم فوق الأرض (على سبيل المثال: من أجل التشكيل، وبناء الطوابق، والسلالم، وما إلى ذلك)، بالإضافة إلى تطبيقاتٍ أخرى.
هناك أربعة أساليب موصي بها لحماية الهياكل الإطارية للخشب ضد مخاطر الاستمرارية؛ وبذلك توفر الحد الأقصى للخدمة الحياتية للبناء. جميع التصاميم والإنشاءات المناسبة المطلوبة:
1. التحكم في الرطوبة باستخدام تقنيات التصميم لتجنب التلف.
2. توفير السيطرة الفعّالة على النمل الأبيض والحشرات الأخرى.
3. استخدام المواد الدائمة مثل: الضغط المعالج أو الأنواع الدائمة طبيعيًا للخشب عند الاقتضاء.
4. توفير ضمان الجودة أثناء التصميم والبناء وطوال الخدمة الحياتية للبناء بممارسة أعمال الصيانة المناسبة.

### التحكم في الرطوبة
يعد الخشب مادة استرطابية، بمعنى أنه يمتص ويُطلق مياه طبيعيًا لتحقيق التوازن بين محتوى رطوبته الداخلية والبيئة المحيطة. يُقاس محتوى رطوبة الخشب بوزن الماء كنسبةٍ للوزن الجاف لألياف الخشب. المفتاح الرئيسي للتحكم في التلف هو التحكم في الرطوبة. بمجرد تكوّن تلف الفطريات، يكون الحد الأدنى لمحتوى الرطوبة لينتشر التلف هو 22 إلى 24 في المائة، لذلك ينصح خبراء البناء بأن تكون 19 بالمئة هي الحد الأقصى لنسبة الرطوبة الآمنة من أجل استخدام الخشب غير المعالج في الخدمة. لا تضر المياه في حد ذاتِها الخشب، لكن بدلاً من ذلك، فإن الخشب ذي الرطوبة العالية يُمَكِّن الكائنات الفطرية من النمو دائمًا.
يُعَد الهدف الرئيسي من معالجة كميات الرطوبة هو الحفاظ على عدم دخول المياه إلى محيط المبنى في المقام الأول، وموازنة كمية الرطوبة داخل المبنى نفسه. يُعد التحكم في الرطوبة عن طريق وسائل التصميم المقبولة وتفاصيل الإنشاء وسيلة عملية وبسيطة لحماية إطار المبني الخشبي ضد التلف. أخيرًا، فلكي تظل التطبيقات فائقة الخطورة رطبة، فإنه يجب على المصممين تحديد نوعية المواد الدائمة مثل: الأنواع المقاومة للتلف طبيعيًا أو الخشب المُعالَج بالمواد الحافظة. تُعد الكسوة، القوباء المنطقية، أو اللوحات العتبية والأخشاب المكشوفة أو الحِزَم الخشبية البنائية أمثلة للتطبيقات التي يمكن استخدامها بالخشب المُعالج.

### السيطرة على النمل الأبيض والحشرات الأخرى
بالنسبة للمباني في مناطق النمل الأبيض، فإن ممارسات الحماية الأساسية التي تتناولها قوانين البناء الحالية تشمل (لكن لا تقتصر على) ما يلي: :
• تمهيد موقع البناء بعيدًا عن التأسيس لتوفير الصرف الصحي المناسب.
• تغطية الأرض المكشوفة في أي مساحات زاحفة بطبقة 6-مل من البولي إيثلين والحفاظ على ما لا يقل عن 12 إلى 18 بوصة من الحيز المكاني بين الأرض وقاع الأنسجة المحيطة بالمكان في الأعلى (12 بوصة للحِزَّم أو العوارض الخشبية، و18 بوصة للروافد أو أنسجة الألواح الأرضية).
• دعم الأعمدة المتواجدة بركائزٍ ملموسة بحيث يوجد على الأقل ست بوصات من الفراغ المكاني بين الخشب والأرض المكشوفة.
• تثبيت الإطار الخشبي والغلاف في الجدران الخارجية في ما لا يقل عن ثماني بوصات فوق الأرض المكشوفة؛ تحديد موقع المسار الجانبي بما لا يقل عن ست بوصات من المستوى النهائي.
• تهوية المساحات الزاحفة وفقًا لقوانين البناء المحلّية عندما يكون ذلك مناسبًا ومرغوبًا.
• إزالة بقايا مواد البناء من موقع العمل قبل الردم. في حالة تواجد النمل الأبيض، يجب إزالة جحورها.
• إذا سمحت اللوائح المحلية، يجب معالجة التربة الموجودة حول مكان التأسيس بالنمل الأبيض المُصدّق عليه لتوفر الحماية من النمل الأبيض الذي يوجد تحت الأرض.

## المواد الحافظة

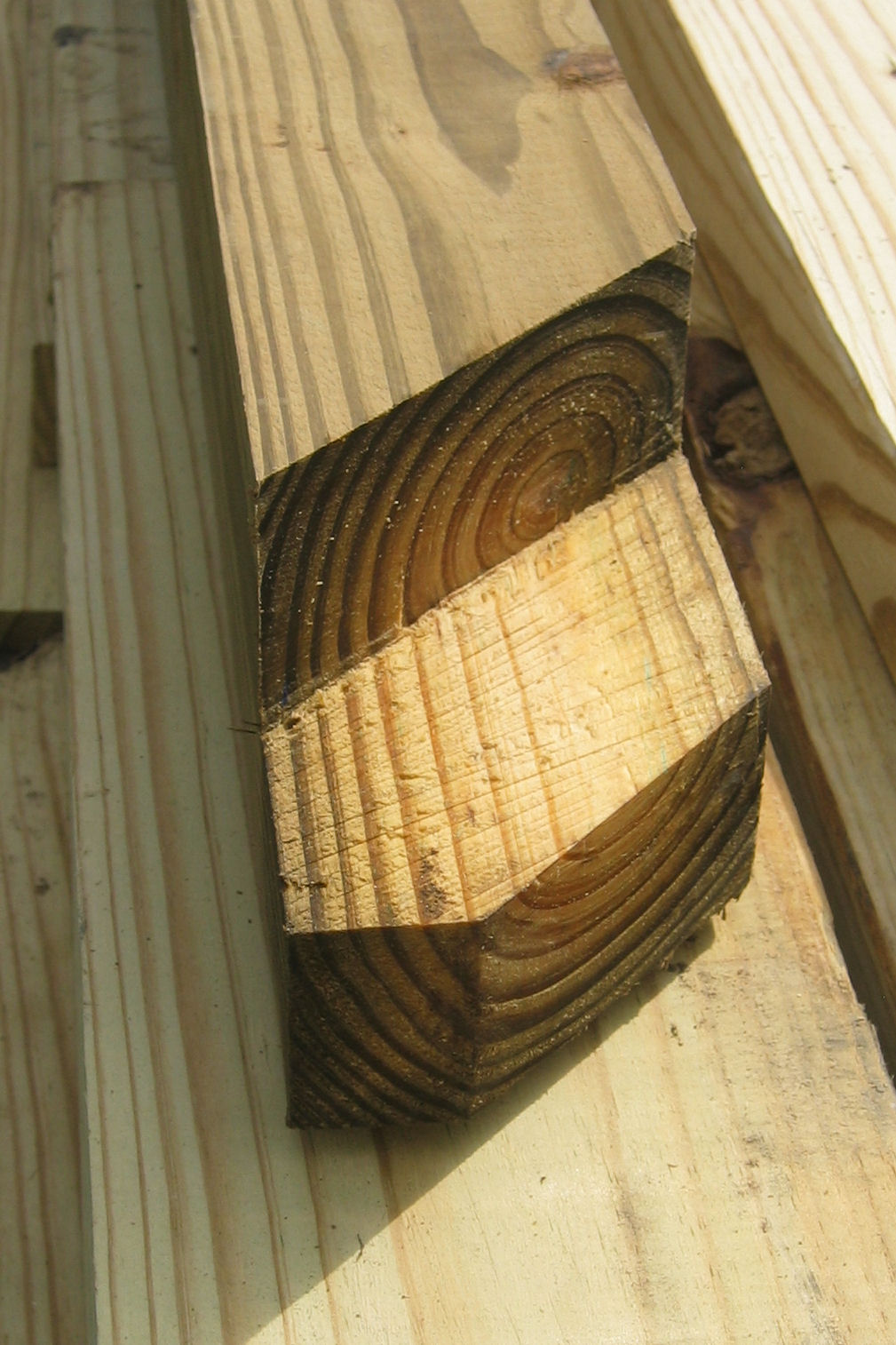
ينبغي استخدام مثبتات خاصة مع الخشب المُعالَج بسبب المواد الكيميائية المُسَبِبة للتآكل المُستخدَمَة في عملية الحفاظ على الخشب

من المهم أن تُفصَل الأخشاب غير المُعَالَجة عن الأرض ومصادر الرطوبة الأخرى لتَجنُب غزو النمل الأبيض والتلف. تتطلب العديد من قوانين البناء هذه الانفصالات، وتعتبر هذه الانفصالات ضرورية من أجل صيانة عناصر الخشب في المباني الدائمة عند درجة رطوبة آمنة للحماية من التلف. يعتمد المصممون غالبًا على الخشب الوقائي المُعالَج في حالة عدم إمكانية فصل الخشب عن مصادر الرطوبة.
يُمكن علاج الخشب باستخدام الوقاية التي تُحَسِّن من صلاحية استخدامه في ظل ظروفٍ قاسية دون تغيير خصائصه الأساسية. يمكن أيضًا أن يكون ضغطًا حراريًا لاحتراق المواد الكيميائية التي تُحَسِّن أداءها في حالة حدوث حريق. وقد تطورت إحدى المعالجات الأولية للأخشاب ضد النار التي تعوق الحرائق عام 1936 عن طريق شركة بروتيكسول (Protexol Corporation) والتي يُعالَج فيها الخشب بالملح بشكلٍ كبير.
ولا يفسد الخشب لأنه يصبح رطبًا فقط. يفسد الخشب بسبب أكل كائن حي له كطعام. تعمل المواد الحافظة عن طريق جعل مصدر الغذاء غير صالح للأكل لهذه الكائنات. بصورةٍ واضحة، يمكن للخشب المُعَالج بالمواد الحافظة أن يظل صالحًا للاستخدام من 5 إلى 10 مرات مقارنةً بالخشب غير المعالج. يُستخدم الخشب المحفوظ في معظم الأحيان في روابط السكك الحديدية، وأعمدة الكهرباء، والأعمدة البحرية، والطوابق، والأسوار وتطبيقات خارجية أخرى. تتوفر العديد من أنواع المواد الكيميائية وطرق العلاج المختلفة، والتي تعتمد على السمات المطلوبة في تطبيقٍ معين ومستوى الحماية المطلوب.
هناك طريقتان أساسيتان للعلاج: بالضغط وبدونه. تُعَد الطرق المعتمدة على عدم الضغط هي عبارة عن تطبيق استخدام المواد الحافظة من خلال التنظيف بالفرشاة، أو الرش، أو غمر القطعة المُراد علاجها. بصورةٍ أعمق، يتحقق الاختراق الأكثر دقة عن طريق دفع المادة الحافظة إلى تجويفات الخشب بالضغط. تُستَخدم تركيبات مختلفة من الضغط والتفريغ لدفع مستوياتٍ كافية من المواد الكيميائية إلى الخشب بقوةٍ. تتكون المواد الحافظة المُعالَجة بالضغط من موادٍ كيميائية محمولة في مذيبات.
وبمجرد بداية وقاية الأخشاب الأكثر استخدامًا في أمريكا الشمالية؛ تم التخلص التدريجي من معظم التطبيقات السكنية في عام 2004. واستبدال كرومات زرنيخات النحاس (CCA) بأمين القات النحاس (ACQ) وآزول النحاس (CA).
تسجل وكالة الحماية البيئية الأمريكية، وإدارة مكافحة الحشرات الكندية، والوكالة المُنَظِمة، على التوالي كل حافظات الخشب المُستخدَمة في الولايات المتحدة وكندا، ويُعاد فحصُها بانتظامٍ للتأكد من سلامتها.

## تأطير الأخشاب
تأطير الأخشابهو نظام التشييد الذي يستخدم عناصر إطارية أثقل من الحديثة هيكلة الدُعامة، التي تستَخدم أخشابًا ذات أبعاد. كانت الأخشاب في الأصل هي شجرة بولز محاطة ببرودكس (broadaxe) أو قدوم وملتحمة مع بعضها بالنجارة دون مسامير. ينمو التقليد الحديث بالأخشاب المنشورة شعبيًا في الولايات المتحدة.

## الخشب المتبقي
يعد التحويل من فحم إلى كتلة طاقة حيوية نزعة متزايدة في الولايات المتحدة.
تدعم كل من الحكومة الكندية وحكومة الولايات المتحدة دورًا متزايدًا من أجل الطاقة المستَمَدَّة من الكتلة الحيوية، التي تعتبر مواد عضوية متوافرة في المصادر المتجددة وتشمل المخلفات و/أو المنتجات الثانوية لقطع الأخشاب، ونشر الخشب وعمليات تصنيع الورق. بصفةٍ خاصة، يُنظَر إلى هذا الأمر باعتباره طريقة لخفض انبعاثات الغاز الدافئة عن طريق الحد من استهلاك النفط والغاز عند دعم نمو الغابات، والزراعة والاقتصاد الريفي. كشفت دراسات الحكومة الأمريكية أن مصادر أرض الزراعة وغابات البلد المشتركين لديهم القدرة بصورةٍ مستدامة على دعم أكثر من ثلث استهلاكها الحالي للبترول.
هناك ثلاثة مصادر كبيرة للكتلة الحيوية للغابة حاليًا لا تُستخدم بوفرة ويُعدّوا مخلفات الحصاد، وبالأخص تلك المخلفات التي تُترَك على جانب الطريق، العلاجات الرقيقة جنبًا إلى جنب مع الجهود المبذولة من أجل تقليل مخاطر احتراق الغابات (خاصة في الولايات المتحدة)، وإنقاذ ومعالجة الخشب من تدمير الخنفساء له (خاصة في كندا).
تعد الكتلة الحيوية بالفعل مصدرًا هامًا للطاقة لصناعة منتجات الغابات في أمريكا الشمالية. من الشائع للشركات أن يكون لديها مبانٍ لتوليد الطاقة، تعرف بمزيج الحرارة والطاقة، والتي تحوّل بعضًا من الكتلة الحيوية التي تنتج من تصنيع الورق والخشب إلى طاقةٍ كهربائية وحرارية في شكل بخار. تُستخدم الكهرباء من بين أشياءٍ أُخرى لتجفيف الخشب وإمداد الحرارة للمجففات المستخدمة في صناعة الورق.

## الخشب المُعاد تصنيعه
الخشب المُعاد تصنيعه يشير إلى القطع/التصنيع الثانوي أو فوق الثانوي للخشب المطحون سابقًا. يشير المصطلح تحديدًا إلى الخشب المقطوع من أجل الصناعة أو استخدام حزم الخشب. يُقطّع الخشب بمنشار الشق أو منشار القطع لعمل الأبعاد التي لا تكون عادةً مُعالجَة بواسطة المنشرة الأولية.
إعادة النشر هي عملية تقسيم 1بوصة إلى 12 بوصة من الخشب الصلب أو الخشب اللين إلى اثنين أو أكثر من القطع الرقيقة ذات الألواح الكاملة الطول. على سبيل المثال، يُعتبر تقسيم عشرة أقدام 1x4 إلى قسمين مكونين من عشرة أقدام 1x4 بمثابة عملية إعادة نشر.
بالإضافة إلى إعادة نشر الخشب، يمكن للخشب المُعاد تصنيعه شقّه على منشار الشق باستخدام شفرة واحدة أو عدة شفرات. الشق هو عملية تقسيم 1«إلى 12» خشب صلب أو خشب لين إلى اثنين أو أكثر من القطع الضيقة ذات الألواح الكاملة الطول. على سبيل المثال، يُعتبر تقسيم عشرة أقدام 2x4 إلى قسمين مكونين من عشرة أقدام 2x2 عملية شق.

## الفوائد البيئية للخشب
يقلل البناء الأخضر من تأثير «البصمة البيئية» للمبنى. يُعَد الخشب مادة بناء أساسية متجددة، ويستخدم الطاقة الشمسية ليجدد ذاته في دورةٍ مستمرة. تُوضِح الدراسات أن الخشب المُصنَّع يستخدم طاقة أقل ويَنتُج عنه تلوث مائي وهوائي أقل من الخشب الأولي والملموس.

## كتابات أخرى
- Sathre، R (2010). A Synthesis of Research on Wood Products and Greenhouse Gas Impacts (PDF) (ط. 2). FPInnovations. ISBN:978-0-86488-546-3. مؤرشف من الأصل (PDF) في 2012-03-21. {{استشهاد بكتاب}}: الوسيط author-name-list parameters تكرر أكثر من مرة (مساعدة)

## وصلات خارجية
- الشركة الوطنية للأخشاب الصلبة (قواعد الحكم على مستوى الأخشاب - مدرسة التدريب المفتشة)
- جمعية تطوير الأخشاب لـ NSW - أستراليا
- TRADA: مؤسسة تطوير وبحث الأخشاب
- مختبر منتجات الغابات. معمل أبحاث الولايات المتحدة لمنتجات الخشب الرئيسية. Madison, (WI (E
- WCTE، المؤتمر العالمي لهندسة الأخشاب　يونيو 20–24، 2010، ريفا ديل جاردا، (Riva del Garda)، ترينتينو، إيطاليا
- المجلس الكندي للأخشاب